# Vegetação da Espanha

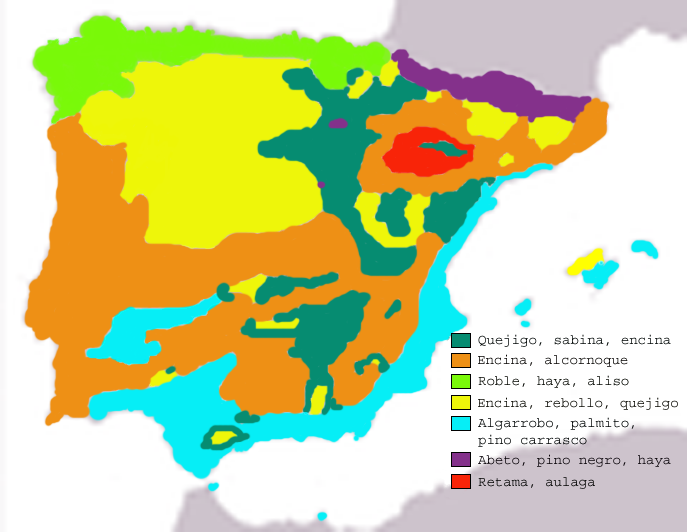
Bosques da Península Ibérica.

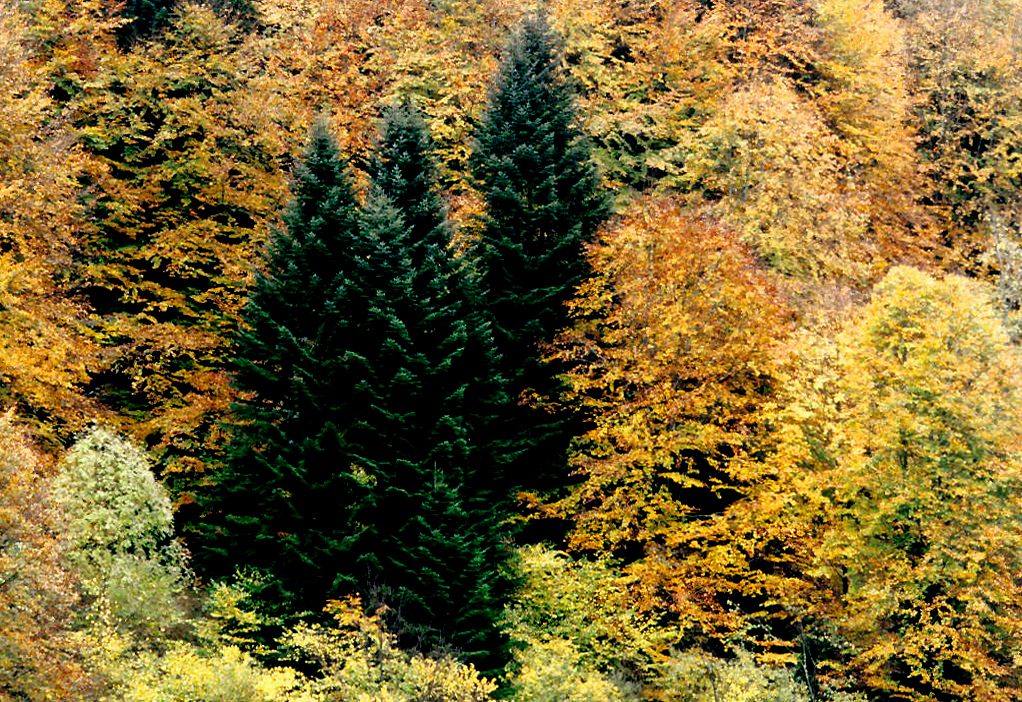
Floresta mista de abetos e faias, presente em algumas zonas dos Pirenéus.

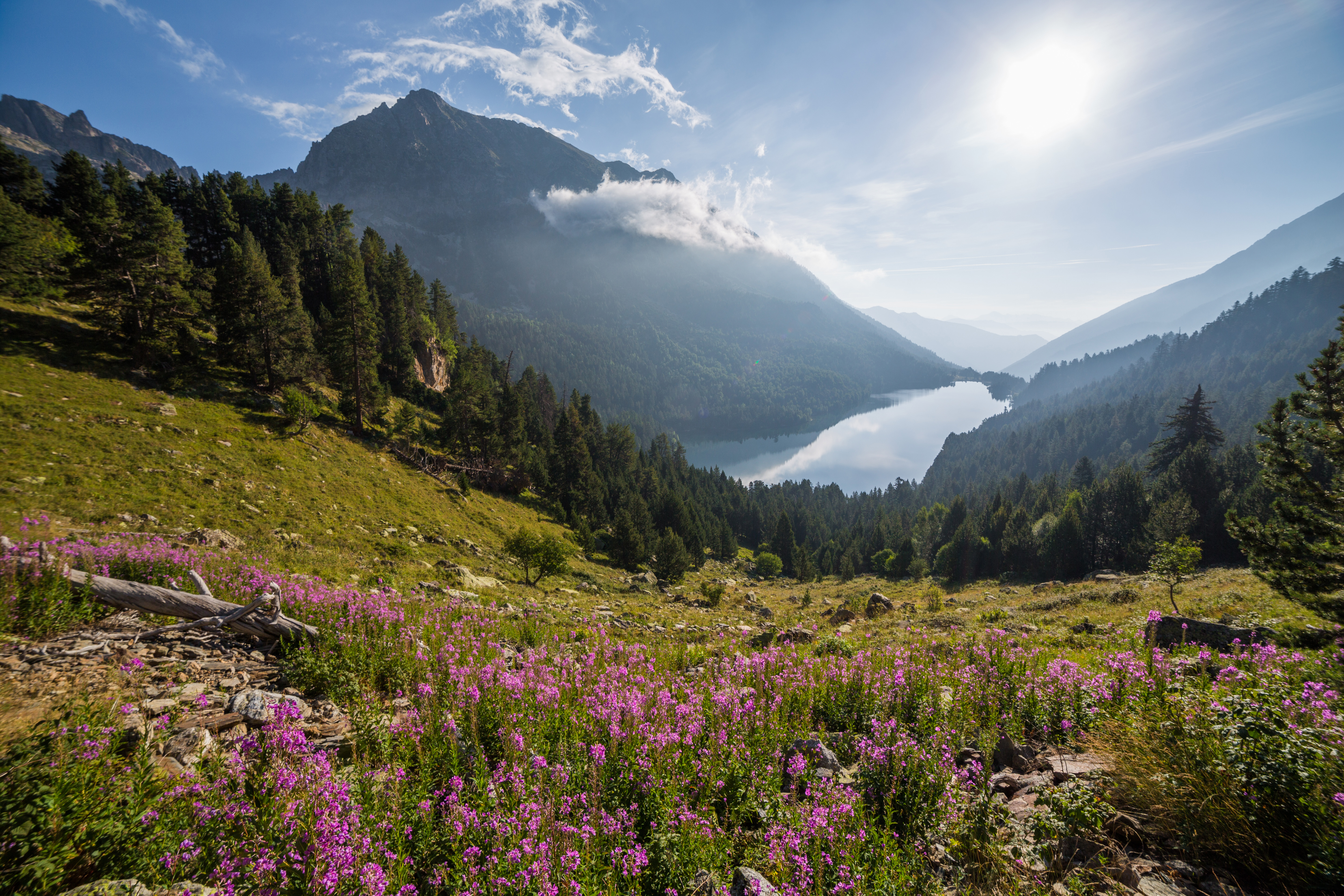
Prados alpinos acima dos pinhais no Parque Nacional Aigüestortes y Estany de Sant Maurici.

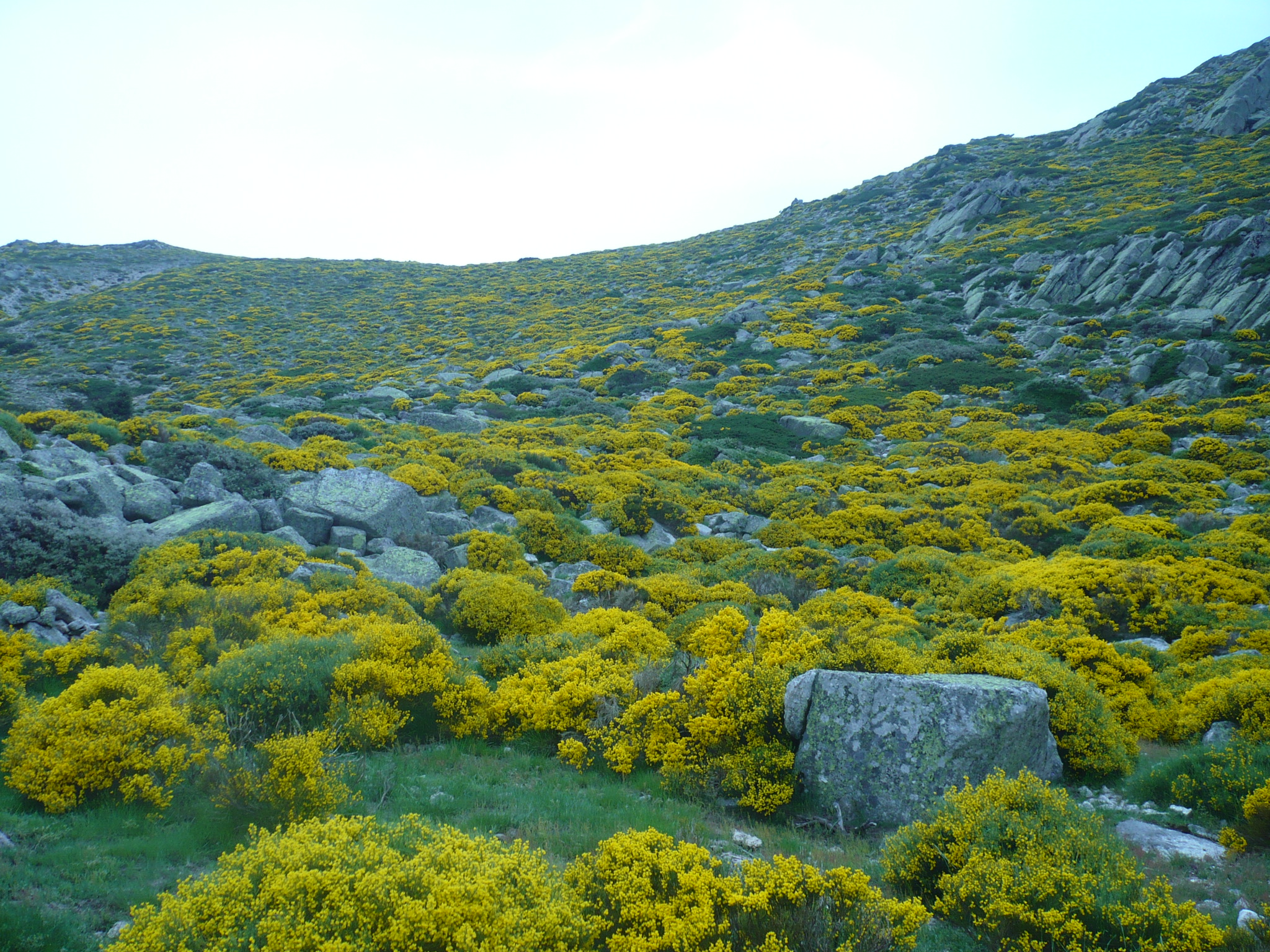
Cytisus oromediterraneus: floração piornal na serra de Guadarrama

A Vegetação da Espanha é um mosaico de paisagens naturais extraordinariamente diversas, moldadas por uma variedade de fatores climáticos, geográficos e históricos. Desde as majestosas florestas de carvalhos até as áridas estepes do sul, a Espanha abriga uma riqueza de ecossistemas que sustentam uma biodiversidade notável.

## Floresta Mediterrânea
Um dos ecossistemas mais emblemáticos da Espanha é a floresta mediterrânea, que se estende ao longo das regiões costeiras e montanhosas do país. Caracterizada por uma paisagem de colinas ondulantes e vales férteis, esta vegetação exuberante é composta por uma variedade de espécies adaptadas ao clima quente e seco do Mediterrâneo. Entre as árvores mais proeminentes estão o sobreiro, a azinheira e o pinheiro-bravo, além de arbustos como o alecrim e a lavanda. Esta vegetação não só fornece habitat para uma série de espécies de fauna, mas também é fundamental para a economia local, fornecendo produtos como cortiça, azeite e frutas cítricas.

## Estepe e Semiárido
No coração do país, vastas extensões de terreno são dominadas por ecossistemas de estepe e semiárido. Aqui, as paisagens áridas e pedregosas são pontuadas por arbustos resistentes, como o espinheiro e o zimbro, que se adaptaram às condições climáticas severas. Apesar dos desafios impostos pela escassez de água e pelo calor intenso, essas áreas sustentam uma variedade surpreendente de vida selvagem, incluindo aves de rapina, répteis e mamíferos adaptados ao clima seco.

## Vegetação de Montanha
Nas majestosas cordilheiras que cortam o interior da Espanha, encontramos uma vegetação alpina única, caracterizada por florestas de coníferas, pastagens alpinas e uma profusão de flora endêmica. À medida que a altitude aumenta, as florestas de pinheiros e abetos dão lugar a prados alpinos salpicados de flores silvestres coloridas, criando um cenário deslumbrante que atrai amantes da natureza de todo o mundo. Essas áreas montanhosas também desempenham um papel vital na regulação do clima e no fornecimento de água para as planícies abaixo.

## Ecossistemas Costeiros
Ao longo da extensa costa da Espanha, uma variedade de ecossistemas costeiros e marinhos prospera, desde dunas de areia e pântanos salgados até pradarias marinhas e recifes de coral. Estas áreas são o lar de uma abundância de vida marinha, incluindo peixes, moluscos e aves marinhas, e desempenham um papel crucial na proteção da costa contra a erosão e na manutenção da saúde dos ecossistemas marinhos.

## Ilhas Canárias
O arquipélago das Canárias faz parte da região fitogeográfica macaronésica, tendo, portanto, muitas espécies em comum com outros arquipélagos atlânticos, como as Ilhas dos Açores e Madeira. Sua vegetação apresenta um alto índice de endemismo, com mais de 500 espécies vegetais endêmicas. Muitas delas são relíquias de espécies amplamente distribuídas pelo Sul da Europa e Norte da África durante a Era Cenozoica ou Terciária.
A vegetação é fortemente influenciada pelo clima tropical seco e pela influência dos ventos alísios que sopram do nordeste para o sudoeste, resultando em certas áreas de alta umidade e precipitações relativamente elevadas. Isso leva a contrastes significativos nas precipitações nas ilhas de maior altitude. A vegetação das Canárias é condicionada pelas precipitações, altitude, solo vulcânico, temperaturas, ação humana e orientação em relação aos ventos. Existem divisões por pisos:
- Basal árido: onde ocorre a menor quantidade de chuvas, com menos de 300 mm, a temperatura média é de 20°C, não há árvores e sim um arbusto xerófilo descontínuo, destacando-se espécies como o ricino e a aviosa, além de figueiras-da-índia e pita a barlavento e sotavento.

- Transição para o piso montanhoso: 100 m acima do basal, as precipitações variam entre 350 e 400 mm, com temperatura média entre 15 e 19°C. É uma área profundamente transformada pelo homem para cultivo, onde ainda são preservados resquícios de zimbrais, oliveiras selvagens, palmeiras e o dragoeiro.

- Piso úmido da encosta norte das ilhas centro-ocidentais: de 500-600 até 1200 m, com temperaturas médias entre 13 e 15°C e precipitações acima de 1000 m. Relaciona-se com a umidade ambiental e a existência de um banco de nuvens cujo vapor é absorvido pelas folhas, conhecido como chuva horizontal ou invisível. Há uma floresta densa, perenifólia, composta por espécies lauráceas, a laurissilva. Boas massas de laurissilva são preservadas na ilha de La Gomera (Garajonay), Tenerife e La Palma.

- Semiárido: desenvolve-se conforme a umidade diminui e pode chegar até 2000 m; sem essa umidade, as espécies lauráceas desaparecem, dando lugar a urzes e, conforme a umidade diminui, surge o pinheiro-canário e subarbustos de tomilhos e estevinhas.

- Piso seco em altitude: a partir de 2000 m acima do nível do mar, com mais de 500 mm anuais de precipitação, desenvolve-se apenas um arbusto muito aberto, rico em flora, com espécies que possuem raízes bastante desenvolvidas em busca de umidade, como o tojo e a vassoura. À medida que se sobe acima de 2800 m, a vegetação é residual, predominando pequenos arbustos.

## Desafios Ambientais
A vegetação da Espanha é notavelmente diversificada devido à sua localização geográfica, que abrange uma variedade de climas e condições ambientais. A cobertura vegetal do país é influenciada por fatores como topografia, latitude, altitude e influências oceânicas e continentais. Apesar da diversidade vegetal, a Espanha enfrenta alguns desafios ambientais relacionados à degradação do solo, desertificação e perda de biodiversidade. A exploração excessiva dos recursos naturais, a urbanização descontrolada e as mudanças climáticas têm contribuído para esses problemas.
Para enfrentar esses desafios, o governo espanhol implementou várias medidas de conservação e gestão ambiental. Isso inclui a criação de parques nacionais e reservas naturais, programas de reflorestamento, práticas agrícolas sustentáveis e a promoção do turismo ecológico.
Além de sua importância ambiental, a vegetação da Espanha também desempenha um papel fundamental na economia e na cultura do país. As florestas fornecem recursos como madeira, cortiça e azeitonas, enquanto os ecossistemas costeiros são importantes para o turismo e a pesca. A vegetação da Espanha é uma parte essencial de sua paisagem ecológica e cultural, refletindo a rica diversidade ambiental do país. Proteger e gerenciar esses ecossistemas é fundamental para garantir um futuro sustentável para as gerações futuras e para preservar a beleza natural única da Espanha.